# China Kennel Union
China Kennel Union (CKU) är Kinas nationella kennelklubb. Den är medlem i den internationella kennelfederationen Fédération Cynologique Internationale (FCI). Den är de kinesiska hundägarnas intresse- och riksorganisation och för nationell stambok över hundraser.